# Odontopera craterias
Odontopera craterias là một loài bướm đêm trong họ Geometridae.